# كارل شميت (رسام)
كارل شميت (بالإنجليزية: Carl Schmitt)‏ هو رسام وفنان أمريكي، ولد في 6 مايو 1889، وتوفي في 25 أكتوبر 1989.